# Kaloré
Kaloré es un municipio brasileño del estado de Paraná.

## Geografía
Posee un área de 193,299 km² representando 0,097 % del estado, 0,0343 % de la región y 0,0023 % de todo el territorio brasileño. Se localiza a una latitud 23°49'01" sur y a una longitud 51°40'04" oeste. Su población estimada en 2005 era de 4.089 habitantes.

### Demografía
Datos del censo - 2000
Población total: 5.044
- Urbana: 3.055
- Rural: 1.989
- Hombres: 2.594
- Mujeres: 2.450

Índice de Desarrollo Humano (IDH-M): 0,753
- IDH-M Salario: 0,625
- IDH-M Longevidad: 0,808
- IDH-M Educación: 0,825

## Administración
- Prefecto: Adnan Luis Canelo (2007/2012)
- Viceprefecto: Mauro Labegaline
- Presidente de la cámara: André Pereira (2009/2012)